# Gekko shibatai
Espèce
Gekko shibatai est une espèce de geckos de la famille des Gekkonidae.

## Répartition
Cette espèce est endémique de Takara-jima dans l'archipel Nansei au Japon.

## Étymologie
Cette espèce est nommée en l'honneur de Yasuhiko Shibata.

## Publication originale
- Toda, Sengoku, Hikida & Ota, 2008 : Description of Two New Species of the Genus Gekko (Squamata: Gekkonidae) from the Tokara and Amami Island Groups in the Ryukyu Archipelago, Japan. Copeia, vol. 2008, n. 2, p. 452–466.